# Trío para piano n.º 1 (Brahms)
El trío para piano, violín y chelo en si mayor, op. 8, de Johannes Brahms fue compuesto y publicado en 1854. Durante el verano de 1889, Brahms revisó la obra profusamente y publicó una nueva versión en 1891 bajo el mismo número de opus, pero con la nota "nueva edición"; es de hecho la única pieza de Brahms de la que existen dos versiones publicadas.
La primera versión fue estrenada en New York, en el Dodsworth's Hall el 27 de noviembre de 1855. En Europa se estrena el 18 de diciembre de ese mismo año en Breslau.
La segunda versión es radicalmente diferente a la primera. Brahms inició algunos retoques en la partitura, pero terminó cambiando secciones completas de casi todos los movimientos. 
El trío está dividido en cuatro movimientos:
1. Allegro con brio
2. Scherzo
3. Adagio
4. Allegro

 Clara Schumann lo interpretó magistralmente.